# Sarah Fairbrother
Sarah Fairbrother (31 de outubro de 1816 - 12 de janeiro de 1890) foi uma atriz inglesa e a amante do príncipe Jorge, Duque de Cambridge, um neto do rei Jorge III. Como o casal casou-se em contravenção com o Ato dos casamentos reais Act 1772, seu casamento não foi reconhecido nos termos da lei.

## Biografia
Sarah Fairbrother nasceu em James Street, Westminster e batizou em St James, Westminster, 8 de outubro de 1817. Seus pais eram John Fairbrother, um funcionário em Westminster, e Mary Tucker cujo nome de solteira pode ter sido Phillips. Seu pai foi descrito como um servo em 1813 e 1817, mas como um trabalhador em 1824.
Sarah teve um filho ilegítimo, Charles Manners Sutton Fairbrother, em 8 de agosto de 1836. Ele foi batizado em 12 de março 1837, St Mary, Islington e possivelmente ter sido filho de Charles John Manners Sutton, 2.º Visconde Canterbury (1812-1869 ). Morreu solteiro em 14 de março de 1901 aos 19 anos em Pall Mall, Middlesex.
Sarah teve uma filha ilegítima, Louisa Catherine, em 22 de março de 1839. Ela foi batizada em St James, Westminster, 5 de julho de 1839, e foi a filha de Thomas Bernard.

## Casamento
Em 8 de janeiro de 1847, ela se casou em St John Clerkenwell, em Londres, com Jorge de Cambridge, filho do príncipe Adolfo, Duque de Cambridge e da princesa Augusta de Hesse-Cassel. Sob a Lei de Casamentos Reais de 1772, Jorge foi obrigado a procurar a permissão do monarca britânico (na época sua prima, Rainha Vitória) para se casar, mas não conseguiu fazê-lo como uma permissão para se casar com uma atriz com quatro filhos ilegítimos por três pais nunca teria sido dado.

## Sra. FitzGeorge
Como o casamento não foi legal, Sarah não poderia assumir o título de duquesa de Cambridge ou o estilo de Sua Alteza Real. Em vez disso, foi conhecida como Sra. Fairbrother e posteriormente como Sra. FitzGeorge.
Seus três filhos pelo príncipe foram:
- Coronel George FitzGeorge (24 de agosto de 1843 - 2 de setembro de 1907); casou Rosa Baring (9 de março de 1854-10 de março 1927).
- O contra-almirante Sir Adolphus FitzGeorge, KCVO (30 de janeiro de 1846-17 de dezembro de 1922); casado com Sofia Holden (9 de março de 1857-3 fevereiro 1920) com descendência; casou com Margaret Watson (1863-26  de fevereiro de 1934); sem descendência.
- Coronel Sir Augustus FitzGeorge, KCVO, CB (12 de junho de 1847 - 30 de outubro de 1933).

Sra FitzGeorge morreu em 12 de janeiro 1890 no 6 Queen Street, Mayfair, Londres, e foi enterrado no Cemitério de Kensal Green, Londres, 16 de janeiro 1890.